# كارلوس أماديو
كارلوس أماديو ناسيمنتو ليموس (بالبرتغالية: Carlos Amadeu Nascimento Lemos‏) (6 سبتمبر 1965 في سالفادور، البرازيل - 15 نوفمبر 2020 في الرياض، السعودية)، المعروف باسم كارلوس أماديو، هو لاعب ومدرب كرة قدم برازيلي، لعب كظهير أيسر، وكان مدير نادي باهيا لمدة 20 عامًا تقريبًا.

## وصلات خارجية
- كارلوس أماديو على موقع قاعدة بيانات كرة القدم.إي يو (الإنجليزية)
- كارلوس أماديو على موقع Soccerway.com (الإنجليزية)